# シドニー・スミス (テニス選手)
シドニー・スミス（Sydney Smith, 1872年2月3日 - 1947年3月27日）は、イングランド・グロスターシャー州ストラウド出身の男子テニス選手。フルネームはシドニー・ハワード・スミス (Sydney Howard Smith) という。文献では Sidney Smith の綴り表記揺れも見られる。1890年代後半から1900年代のウィンブルドン選手権で活躍し、1902年と1906年の男子ダブルスでフランク・ライスリー（1877年 - 1959年）とペアを組んで優勝した。同選手権のシングルスでは、1900年に準優勝がある。優れたバドミントン選手でもあり、1900年の「全英バドミントン選手権」男子シングルス優勝もあった。
シドニー・スミスは1897年から1906年にかけて、ウェールズのテニス・チャンピオンであった。1902年から1906年にかけて、スミスとフランク・ライスリーのペアは、レジナルドとローレンスの「ドハティー兄弟」組と5年連続の決勝対決を行った。スミスは1905年と1906年のデビスカップイギリス代表の一員でもあった。